# Carl Erbschloe

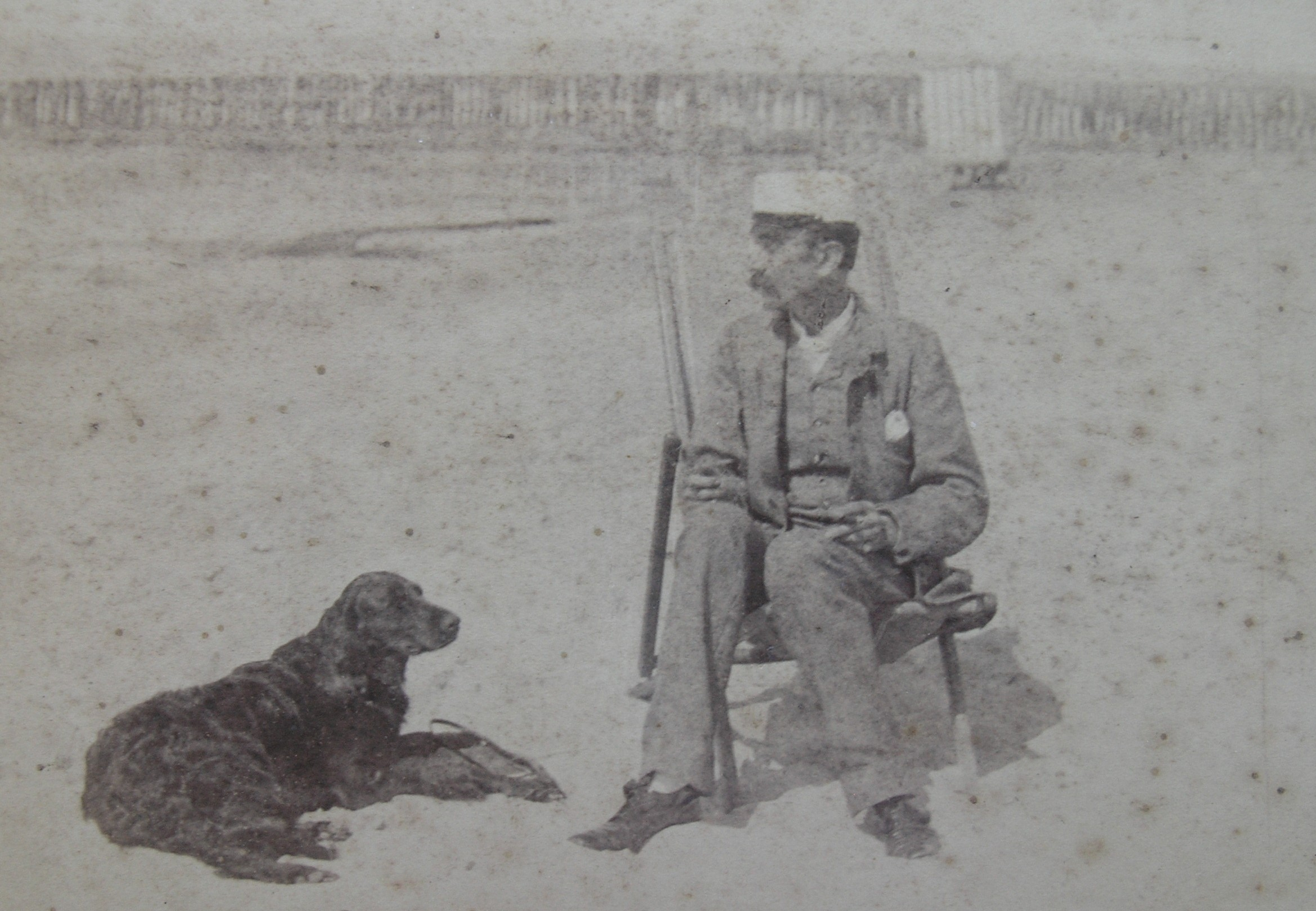
Charles Erbschloe am Strand in Domburg circa 1892

Carl oder Charles Erbschloe (* 17. April 1847 in Elberfeld; † 3. Januar 1902 in Wiesbaden), wie er seinen Namen meistens schrieb, war ein herausragender, aber als Sonderling empfundener, deutscher Badegast in Domburg. Hier besaß er das Haus Carmen Sylva, heute Rijksmonument. Er hinterließ seine kleine Gemäldesammlung des 19. Jahrhunderts seiner Geburtsstadt Elberfeld, heute Wuppertal.

## Jugend
Erbschloe wurde als Sohn der Eheleute Gustav und Sophie Elisabeth Julie Erbschloe, geb. Borgemeister, geboren und wuchs als Waise bei seinem Onkel und seiner Tante und Adoptivmutter, geb. Müller, auf. Zu ihnen brach der Kontakt später ab. In Domburg erzählte man sich, er habe sich geweigert im Deutsch-Französischen Krieg zu kämpfen und sei deshalb nach Brüssel ausgewandert. Wohl schon mit jungen Jahren erbte er das als „Erbschloe-Stift“ bezeichnete Vermächtnis seiner Onkel Carl und Julius Erbschloe und wurde Inhaber der Messer- und Scherenfabrik Witwe C. Erbschloe, die er später verkaufte, um anstatt als Fabrikant als Rentier durchs Leben zu gehen.

## Badegast in Domburg
Bereits die erste Ausgabe der Domburgsch Badnieuws (deutsch: Domburger Badenachrichten) 1883 führt Erbschloe als angekommenen Fremdling im Het Schuttershof auf. Er ist also nicht im Gefolge von Johann Georg Mezger in Domburg gelandet, wie später behauptet wurde, obwohl er sicher von der Existenz dieses Wunderdoktors gewusst hat. Der erste veröffentlichte Erfolg von Metzger war eine in der Rhein- und Ruhrzeitung geschilderte Genesung einer 'erlahmten' Dame aus einer der 'ersten' Familien Elberfelds.
Nach der Saison 1887 übernimmt Erbschloe die von dem Architekten Johannes van Nieukerken gebaute Villa Maria von seinem Landsmann Franz Aldenbruck, Eau-de-Cologne-Fabrikant aus Köln. Es ist die erste Villa in den Dünen von Domburg und sie steht immer noch am Meer am Anfang der Noordstraat. Die Niederländer, mit der Gefahr des Dünenabbruchs vertraut und vielleicht etwas weniger romantisch in Bezug zum Meer veranlagt, bauten ihre Landhäuser lieber im Schutz der Dünen. Im Sommer 1889 ist Erbschloe so weit eingebürgert, dass er in Gesellschaft Middelburger und Rotterdamer Honoratioren mit dem Radarschiff S.S. Prins Willem van Oranje van de Stoomvaart Maatschappij Zeeland (deutsch: Zeeländischen Dampfschiffahrtsgesellschaft) einen Ausflug nach England macht, um die Ankunft des deutschen Kaisers Wilhelm II. auf der Jacht Hohenzollern und die Spithead Naval Review, eine Flotteninspektion der Royal Navy in Spithead, mitzumachen. Hiervon wurde ein schöner Kunstdruck mit Signaturen aller Mitreisender gemacht.

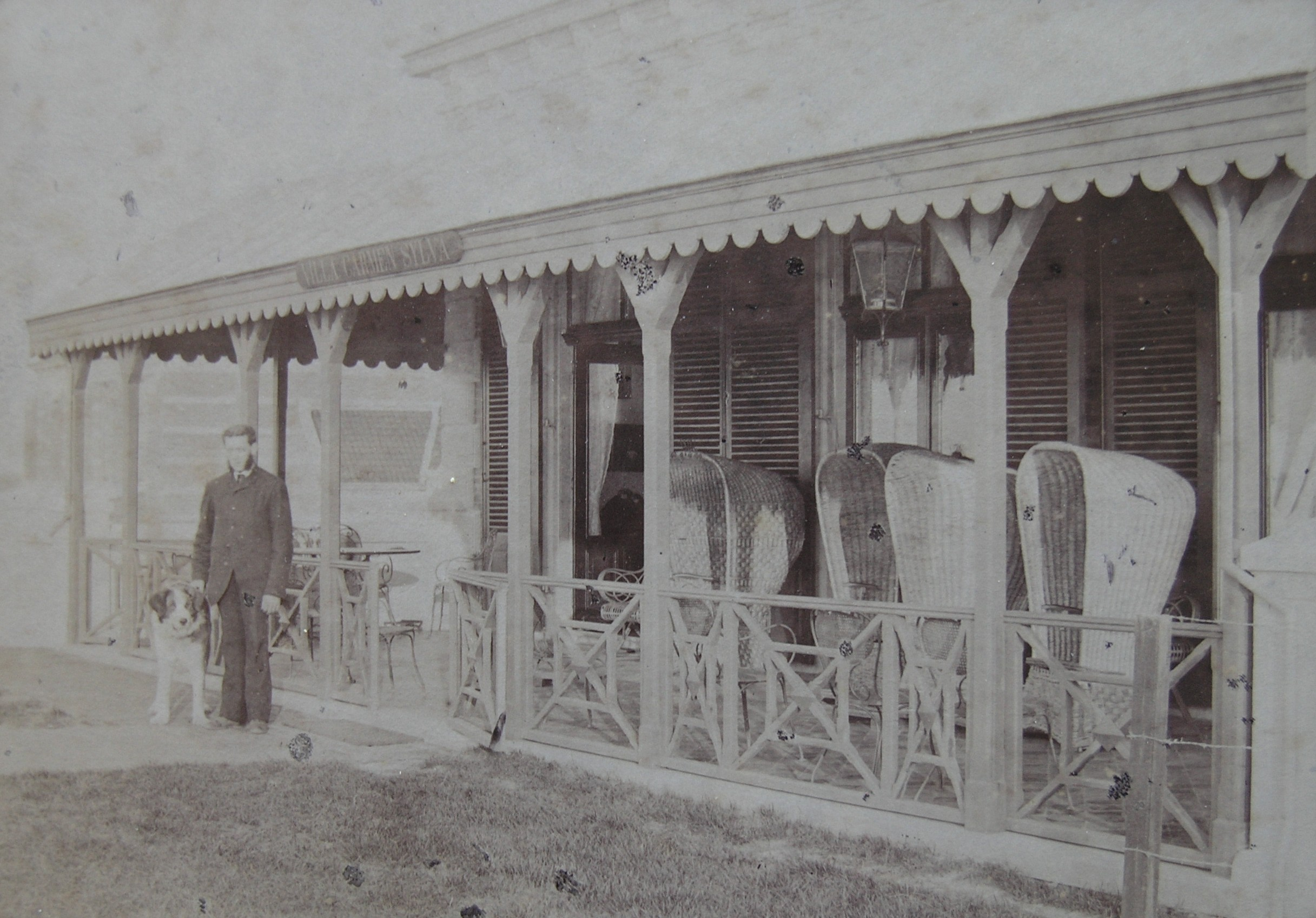
Carmen Sylva möglicherweise mit Ernst Loges (1892).

Nach seiner Rückkehr erwartet Erbschloe in Domburg der Besuch von Königin Elisabeth zu Wied (1843–1916). Sie genoss zu dieser Zeit Weltruhm als Autorin rumänischer Märchen und Volkserzählungen, die sie unter dem Pseudonym Carmen Sylva veröffentlichte. Im Monat September, den sie in Domburg verbrachte, zierte ihr Porträt die Titelseite der amerikanischen Zeitschrift The Cosmopolitan. Während ihres Aufenthaltes in Domburg wohnte sie in der heute nicht mehr bestehenden Villa Duinoord. Wegen der schönen Aussicht aufs Meer machte sie auf Einladung Erbschloes tagsüber Gebrauch von seiner Villa Maria. Am Ende des Sommers enthüllte sie bei dem Haus einen Stein mit dem Text: Auf unsrer Düne lassen wir all unsern Sang und Klang zurück – zum Wiederfinden! Domburg 18 Sept. 89. Carmen Sylva – von dem außer der guten Absicht nichtsübrig geblieben ist, – und sie ernannte Erbschloe zum Ritter des Ordens der Krone von Rumänien. Dies muss eine ziemlich einfach zu verdienende Auszeichnung gewesen sein. Der so erhöhte Erbschloe benannte sein Haus um in Villa Carmen Sylva und bemächtigte sich darüber hinaus einer vergrößerten Version des Titelbildes des The Cosmopolitan oder vielleicht sogar des Originals davon. Dokter Mezger erhielt die Terracottabüste der Königin, die der Künstler Carl Cauer in 1879 in Bukarest machte um danach in seiner Werkstatt in Bad Kreuznach die offizielle Marmorbüste zu erstellen die von Ceauşescu als erstes beiseitegeschafft wurde.
In der Veröffentlichung von Jan Warners erinnert sich der niederländische Schriftsteller J. C. van Schagen an Erbschloe, der bis zu seinem Tod im Jahr 1902 lange Sommeraufenthalte in Domburg verbrachte. Offensichtlich kam er mit dem Rundhaken seines Wanderstocks ab und an in einen gutmütigen Konflikt mit der Domburger Jugend. In dieser Zeit ging er in Begleitung eines jungen Dieners, der mit einer Decke, aber im gleichen Anzug wie sein Herr, einige Schritte hinter ihm herging. Laut den Domburger Badnachrichten kam dieser Ernst Ewald Loges ab 1892 abwechselnd aus Brüssel oder Elberfeld mit Erbschloe nach Domburg. Aber anders als bei den Dienern anderer Herren wird Loges nie als namenloser Bediensteter behandelt, sondern immer namentlich als Badegast erwähnt.

## Nachlass und Kunstsammlung
Nach einem bei einem Middelburger Empfänger registriertem Nachlassverzeichnis vom 12. September 1902 scheint Erbschloe seine Geburtsstadt Elberfeld zum Erben bestimmt zu haben, mit der Auflage einer beachtlichen jährlichen Leibrente für Loges, dessen Höhe eher mit einem Ministergehalt vergleichbar war als mit einer Abfindungsregelung. In Elberfeld erschien ein Nachruf in einer Zeitung, in dem Erbschloes als Wohltäter der Armen gedacht wurde. In Elberfeld verteilte er bescheidene Schenkungen, deutlich nach dem Vorbild eines zuvor von seinem Onkel gestifteten Erbschloe–Fonds, so wie er in Domburg manchmal die Musik von Apollo unterstützte.
Er hinterließ weiterhin eine Sammlung von rund 20 Gemälden, mit denen er auf der Domburger Düne in zwei Salons ein kleines Museum bestückt hatte. Es sind deutsche und Brüsseler Werke vom Biedermeier bis zur Romantik. Sie stellen einen Kontrast zum Jugendstil dar, der sich durch Jan Toorop unmittelbar in Domburg anschloss. Diese Gemälde vermachte er dem Elberfelder Museum bereits 1898, sie verblieben aber mangels Einverständnisses seiner Familie bis zur vollständige Abwicklung des Nachlasses im Jahre 1907 in Domburg.

## Gemälde Charles Erbschloe (Domburg 1898)

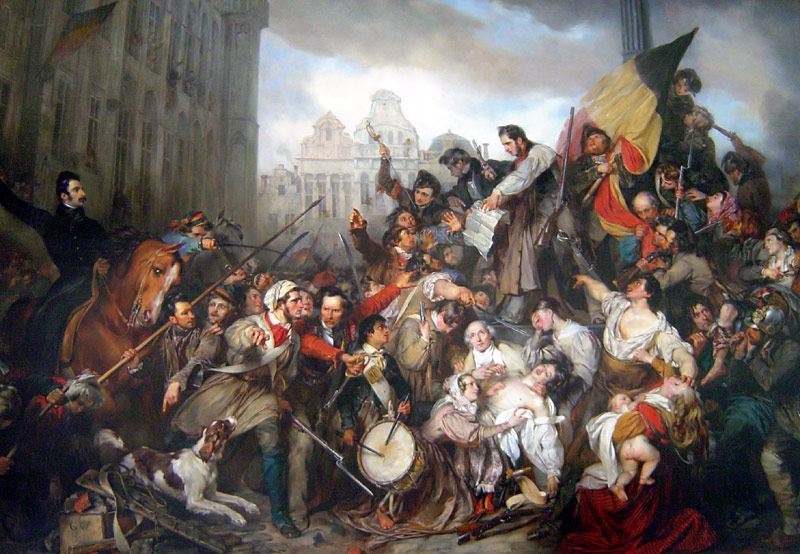
Gustave Wappers, Die belgische Revolution (1834).

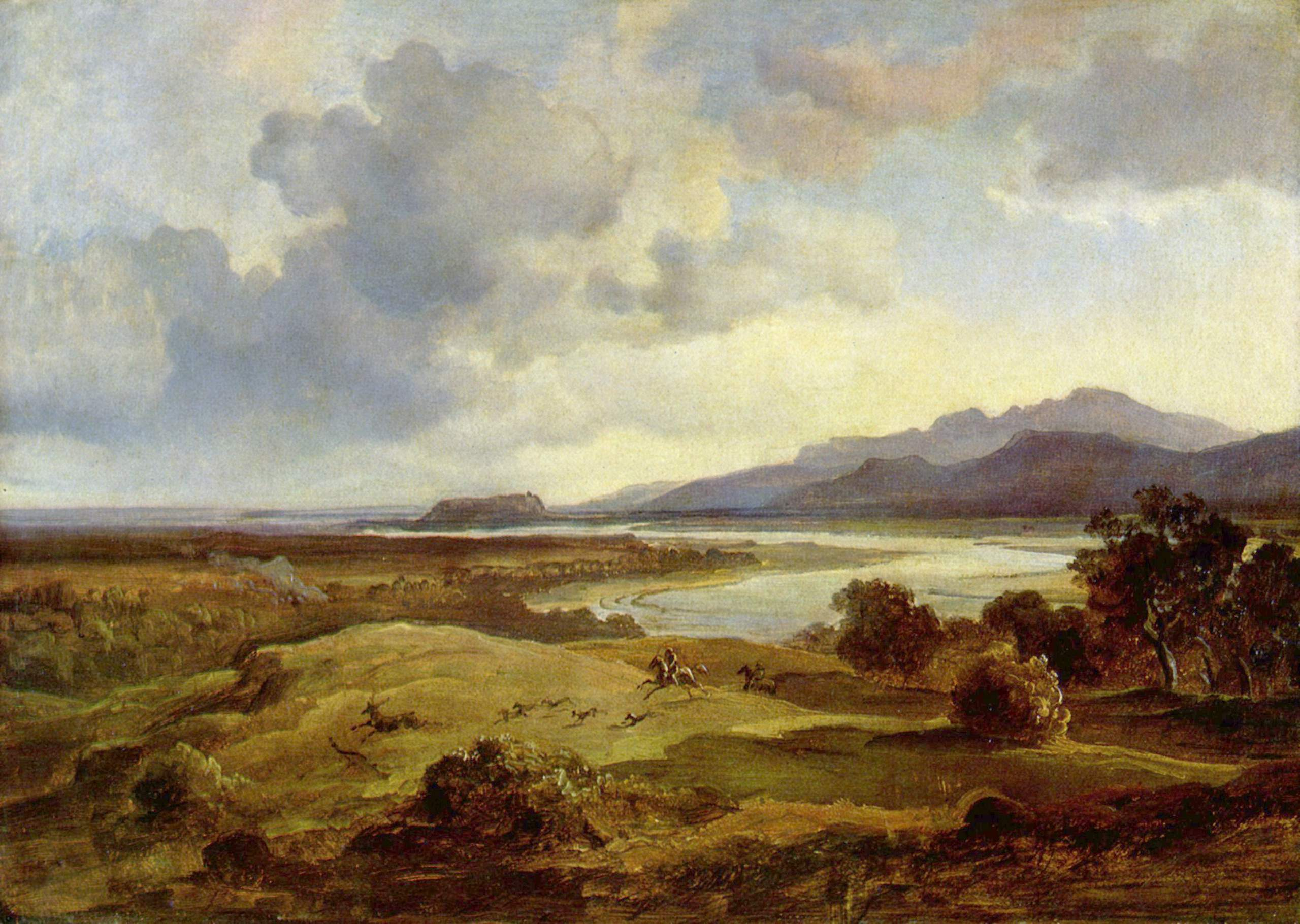
Carl Rottmann, Inntal bei Neubeuern (1823).

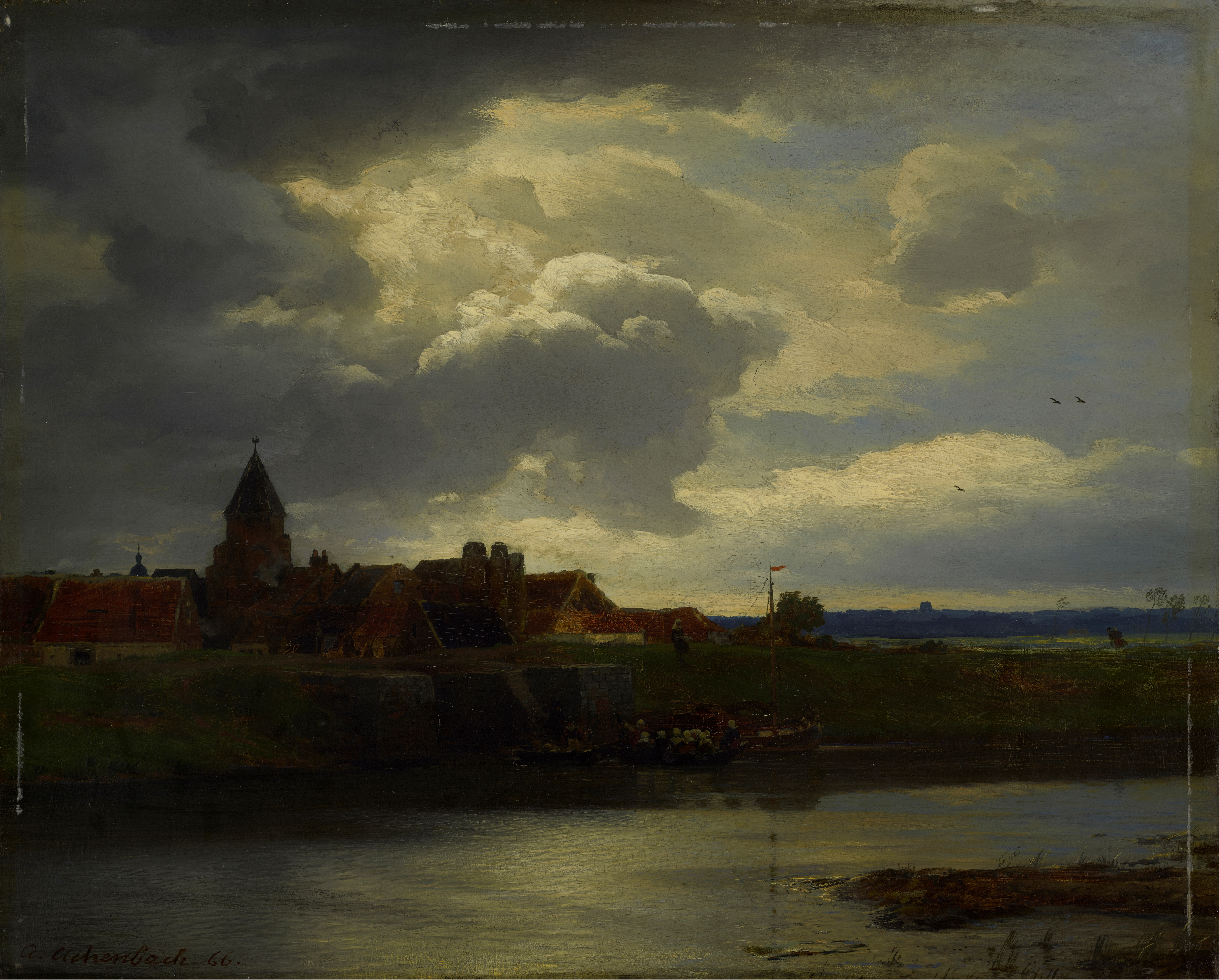
Andreas Achenbach, Landschaft mit Fluss (1866)

- Andreas Achenbach, Marine, ca. 1835
- Alfred Chavannes, Landschaft, 1861
- Gustav Conz, Sommertag, 1859
- Fritz Ebel, Wiesental, 19. Jahrhundert
- Paul Matthieu Gatoletti, Damenportrait, 1823
- Friedrich Peter Hiddemann, Gelage der Landsknechte, 1855
- August Kessler, Hochgebirgsee, 1856
- Marinus Adrianus Koekkoek der Ältere, Landschaft mit Wassermühle, vor 1870
- Philip Moravier Lindo, Bestechungsversuch, vor 1892
- Hubert Salentin, Gratulanten, 1856
- Caspar Scheuren, Dorf im Jülicher Land, 1839
- August Wilhelm Sohn, Sitzendes Kind, 19. Jahrhundert
- August Wilhelm Ludolph Stegmann, Klosterinterieur, 1864
- Eugène Joseph Verboeckhoven,  Esel, 19. Jahrhundert
- Felix de Vigne, Damenbildnis, ca. 1840
- Felix de Vigne, Frau Caroline Erbschloe, 1844
- Felix de Vigne, Herrenbildnis, 1840
- Gustave Wappers, Faust und Gretchen, 19e eeuw
- unbekannter Maler, Studienkopf eines alten Mannes
- unbekannter Maler, herrenportrait,

Mit den Mitteln des Carl Erbschloe Fonds kaufte das Museum zwischen 1907 und 1921 verschiedene weitere Werke an.
- Oswald Achenbach, Pinien, ca. 1850
- Friedrich Peter Hiddemann, Knabe in Landschaft, 19. Jahrhundert
- Joseph Anton Koch, Macbeth und die Hexen, ca. 1834
- Ludvig Munthe, Flachlandschaft, 19. Jahrhundert
- Carl Rottmann, Italienische Landschaft, 1826
- Karl Friedrich Schinkel, Erfindung der Zeichenkunst, 1830

## Ehrungen
- Ritterkreuz des Ordens der Krone von Rumänien (1889)